# Haynes (Arkansas)
Haynes is een plaats (town) in de Amerikaanse staat Arkansas en valt bestuurlijk gezien onder Lee County.

## Demografie
Bij de volkstelling in 2000 werd het aantal inwoners vastgesteld op 214.
In 2006 is het aantal inwoners door het United States Census Bureau geschat op 187, een daling van 27 (-12,6%).

## Geografie
Volgens het United States Census Bureau beslaat de plaats een oppervlakte van
1,0 km², geheel bestaande uit land. Haynes ligt op ongeveer 61 m boven zeeniveau.

## Plaatsen in de nabije omgeving
De onderstaande figuur toont nabijgelegen plaatsen in een straal van 24 km rond Haynes.